# China Soul
China Alexandra Soul (Tampa, 5 maggio 1988) è una cantante e compositrice statunitense naturalizzata britannica. Il suo album di debutto Secrets & Words è stato realizzato nel Regno Unito il 25 ottobre 2010 dalla AS:Music. È figlia dell'attore e cantante David Soul e dell'attrice Julia Nickson-Soul.

## Carriera
China Soul ha iniziato a cantare e comporre musica a soli 14 anni. Canzoni come il singolo di debutto ‘Cold’, la canzone titolo ‘Secrets & Words', ‘Into the White’ e ‘Long Way Back’ appaiono tutte nel suo nuovo album, Secrets & Words, e sono state scritte quando aveva appena 16 anni.

### Album di debutto
A fine 2008 vi fu l'incontro tra China Soul e Chaz Jankel (dei Blockheads, già gruppo di Ian Dury) con cui iniziò una collaborazione artistica e produttiva il suo album di debutto Secrets & Words. Il singolo ‘Cold’ è stato realizzato dalla AS:Music nel Regno Unito il 18 ottobre 2010. L'album è stato realizzato dopo il 25 ottobre 2010. Nel novembre 2010, China Soul è stata invitata a partecipare allo show radiofonico Dermot O'Leary BBC Radio 2 per un'esibizione dal vivo e un'intervista, durante la quale ha cantato "Cold" a una cover delle canzone di Rod Stewart, "You're in my Heart". Ha anche ottenuto uno spot pubblicitario grazie a Jools Holland della BBC Radio 2 Show.

## Vita privata
China Soul è l'unica figlia dell'attore e cantante David Soul (meglio conosciuto per il ruolo di "Hutch" nella serie televisiva Starsky & Hutch) e dell'attrice Julia Nickson (meglio conosciuta per aver interpretato uno dei ruoli principali nel film Rambo 2 - La vendetta, nonché il film di Lello Arena Chiari di luna). Ha cinque fratelli maschi, nati dai primi tre matrimoni del padre. 
Nata a Tampa, Florida, China Soul è cresciuta a Los Angeles, California. Ha studiato scrittura creativa alla Orange County High School of the Arts. Nel giugno 2006, China si è trasferita permanentemente a Londra, iscrivendosi alla Royal Holloway, University of London dove ha studiato Letteratura Inglese e Scrittura Creativa.

## Discografia

### Album
| Year | Title           |
| ---- | --------------- |
| 2010 | Secrets & Words |

### Singoli
| Year | Title   | Album           |
| ---- | ------- | --------------- |
| 2010 | Cold    | Secrets & Words |
| 2011 | Breathe | Secrets & Words |